# Monaeses gibbus
Monaeses gibbus är en spindelart som beskrevs av Ansie S. Dippenaar-Schoeman 1984. Monaeses gibbus ingår i släktet Monaeses och familjen krabbspindlar. Inga underarter finns listade i Catalogue of Life.